# 山本真純
山本 真純（やまもと ますみ、1976年6月11日 - 2010年7月27日）は、元日本テレビアナウンサー。血液型はO型。1999年入社。

## 略歴
- 東京都杉並区出身[2]。
- 豊島岡女子学園高等学校、学習院大学理学部化学科卒業。学生時代は放送研究部に所属。同研究部には3年先輩に木村郁美（TBSテレビ）、2年先輩に春日由実（フジテレビ）、1年先輩に山本モナ（フリーアナウンサー[3]）が所属していた。
- 主に報道・情報系で活躍。同期入社には新谷保志、高橋雄一、河合彩がいた。
- ボウリングはハイスコア207の腕前。その縁もあり『ボウリング革命 P★League』では第13戦にて史上初の女性実況アナウンサーを担当した（第22戦まで）。
- 『ヒットメーカー 阿久悠物語』では、劇中番組のアナウンサー役で出演。
- 2009年3月4日、趣味のスクーバダイビングを通じて知り合ったマリンスポーツインストラクターの男性[4]と同年3月3日に結婚したことが日本テレビより発表された[5][6]。2010年年明け頃より産休・育休に入り、同年2月に第1子（長男）を出産。育児休暇中の同年7月27日、宮城県仙台市青葉区内のマンション前で倒れているところを発見され、死亡が確認された[7]。34歳没。兄がフジテレビ系『情報プレゼンター とくダネ!』の取材に応え、2010年4月（一部報道では5月）ごろよりうつ病（いわゆる、産後うつ）の診断を受け治療を行っていた事実を告白した。事故現場となった仙台のマンションは実家の別荘で、祖父に長男を対面させる旅行中の出来事であった[4]。また一部報道では、携帯電話に家族宛の遺書と見られるメッセージが残っていたことも明らかにされている[8]。

## 出演番組
- NNNニュースプラス1（2003年10月 - 2006年3月） - サブキャスター
- NNN Newsリアルタイム（2006年4月 - 2007年3月） - サブキャスター
- 独占!!スポーツ情報（2000年4月 - 9月）
- THE独占サンデー
- ジパングあさ6
- NNNニュースダッシュ
- さきどり!Navi
- ドラマ・ブック 恋のエチュード（BS日テレ）
- 音のソノリティ - ナレーション
- ささるぅ - ナレーション
- PRIDE&SPIRIT 日本プロ野球 - 2007年度のインフォマーシャルコーナー
- 踊る!さんま御殿!! - ナレーション
- 自転車百景 - ナレーション
- スペシャルギフト - ナレーション
- 笑いの万博（2008年5月 - 、不定期）
- ボウリング革命 P★League（BS日テレ、2008年4月 - 2009年11月） - 実況、リポーター
- BSスポーツLIVE&DREAM（BS日テレ、2009年4月 - ） - MC
- スポーツ中継（駅伝・テニス・ゴルフ）
- NNNドキュメント - ナレーション

- ズームイン!!SUPER（2007年7月2日〜4日）※古市幸子が夏休みのため代理